# Action civique de Québec
Pour les articles homonymes, voir ACQ.
L'Action civique de Québec (ACQ) est un parti politique municipal de la ville de Québec ayant existé de 2001 à 2009.

## Histoire
Fondé par Andrée P. Boucher dans le cadre de la réorganisation municipale de 2000, son objectif initial est de s'opposer à la fusion de municipalités de banlieue avec Québec.
Il n'a été une force politique importante uniquement quand il a formé l'opposition officielle (majoritaire) à l'hôtel de ville de Québec, de 2001 à 2005.

## Liste des chefs du parti
- ? 2001 - 4 novembre 2001 : Andrée P. Boucher
- 4 novembre 2001 - ? 2004 : Jacques Langlois
- ? 2004 - ? 2005 : Paul Shoiry
- ? août 2005 - ? mars 2007 : Pierre-Michel Bouchard
- ? avril 2007 - 6 novembre 2007 : Jean-Marie Laliberté intérim
- 6 novembre 2007 - ? janvier 2008 : Claude Larose
- ? janvier 2008 - 31 décembre 2008 : Jean-Marie Laliberté intérim
- ? janvier 2009 - 17 juin 2009 : Yvan Gignac intérim

## Résultats électoraux
| Élection                      | Sièges  |
| ----------------------------- | ------- |
| Élections municipales de 2001 | 23 / 39 |
| Élections municipales de 2005 | 6 / 37  |